# Проблема дефицита карликовых галактик

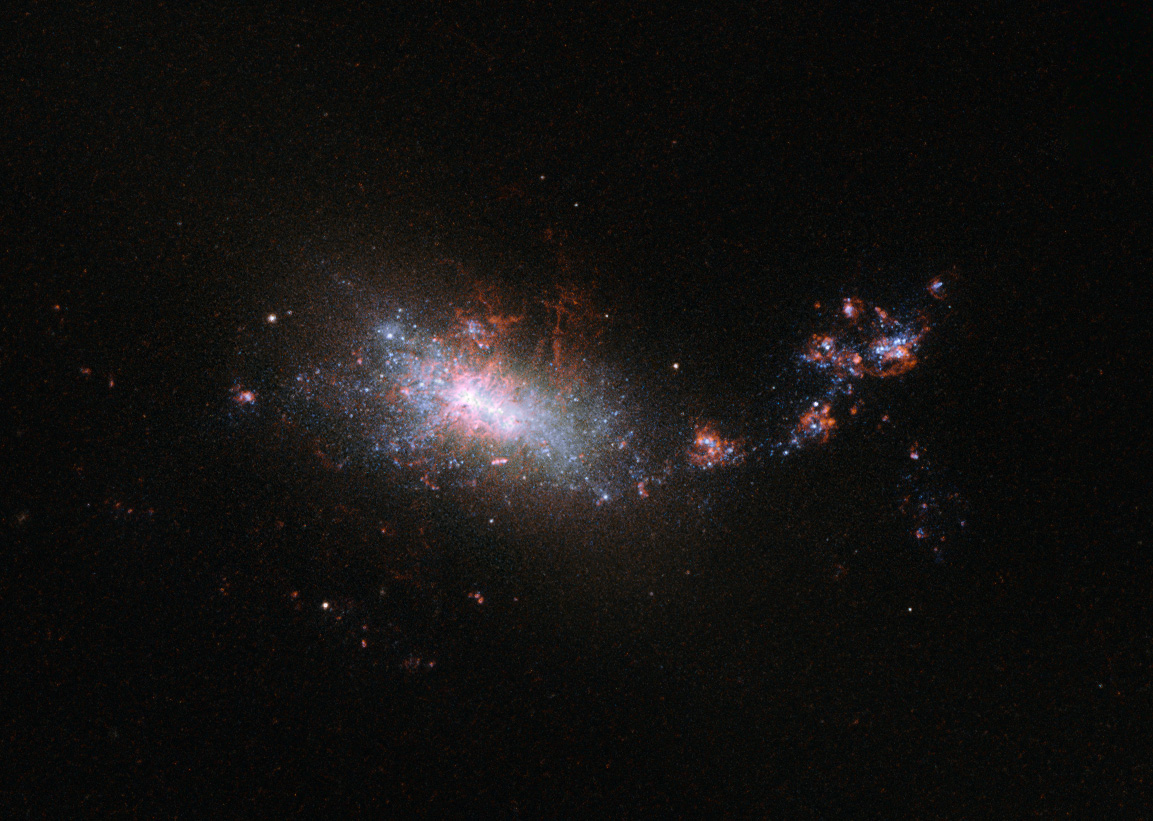
Карликовая галактика NGC 1140.

Проблема дефицита карликовых галактик (англ. the missing satellites problem) возникает в космологических моделированиях, предсказывающих эволюцию распределения вещества во Вселенной. Тёмная материя, вероятно, образует иерархические сгущения, причем количество гало возрастает по мере уменьшения размеров гало. Наблюдаемое распределение обычных галактик по количеству согласуется с результатами моделирования, но число карликовых галактик оказывается на порядки величины меньшим, чем ожидается по результатам моделирования. Для сравнения, в Местной группе галактик наблюдалось около 38 карликовых галактик (на 1998 год), из них вокруг Млечного Пути обращалось 11 (более современные данные см. в списке), но результаты моделирования предсказывают наличие порядка 500 карликовых галактик-спутников у Млечного Пути.
Для разрешения данной проблемы существуют две главные альтернативные модели. Одна из них заключается в том, что меньшие гало действительно существуют, но только часть из них становится видимой, поскольку оставшиеся не способны притянуть достаточное количество барионного вещества для создания наблюдаемой карликовой галактики. По данным наблюдения обсерватории Кека в 2007 году было открыто 8 ультраслабых карликовых спутника Млечного Пути, 6 из которых по оценкам на  99,9% состоят из тёмной материи (отношение масса-светимость достигает 1000). Другим решением проблемы может являться предположение о слиянии или приливном разрушении карликовых галактик крупными при сложной конфигурации взаимодействия. Приливное удаление вещества является проблемой для обнаружения карликовых галактик, поскольку в таком случае галактики обладают крайне низкой поверхностной яркостью и являются очень рассеянными, поэтому их практически невозможно наблюдать.